# Schaatsen op de Olympische Winterspelen 2018 (kwalificatie)
De kwalificatie voor het langebaanschaatsen op de Olympische Winterspelen 2018 vond plaats in de eerste serie van vier wedstrijden van de wereldbeker schaatsen 2017/2018. Een deel van de plaatsen werd vergeven op basis van het wereldbekerklassement en een deel op basis van de tijdens de wereldbeker gereden seizoenstijden.

## Deelnamequota
- Op de 500, 1000 en 1500 meter voor mannen waren zesendertig startplekken te verdelen, met een maximum van drie per land.
- Op de 500, 1000 en 1500 meter voor vrouwen waren tweeëndertig startplekken te verdelen, met een maximum van drie per land.
- Op de 5000 meter voor mannen en de 3000 meter voor vrouwen waren vierentwintig startplekken te verdelen, met een maximum van drie per land.
- Op de 10.000 meter voor mannen en de 5000 meter voor vrouwen waren twaalf startplekken te verdelen, met een maximum van twee per land.
- Op de ploegenachtervolging mannen en vrouwen plaatsten acht landen zich, waarbij Zuid-Korea als organiserend land automatisch geplaatst was.
- Op de massastart mannen en massastart vrouwen waren 24 startplekken te verdelen met een maximum van twee startplekken per land.

|                     | Mannen | Mannen | Mannen | Mannen | Mannen  | Mannen                     | Mannen     | Vrouwen | Vrouwen | Vrouwen | Vrouwen | Vrouwen | Vrouwen                    | Vrouwen    |
| Quotum              | 500m   | 1000m  | 1500m  | 5000m  | 10.000m | Achtervolging              | Massastart | 500m    | 1000m   | 1500m   | 3000m   | 5000m   | Achtervolging              | Massastart |
| ------------------- | ------ | ------ | ------ | ------ | ------- | -------------------------- | ---------- | ------- | ------- | ------- | ------- | ------- | -------------------------- | ---------- |
| Aantal deelnemers   | 36     | 36     | 36     | 24     | 12      | 8                          | 24         | 32      | 32      | 32      | 24      | 12      | 8                          | 24         |
| Deelnemers per land | 3      | 3      | 3      | 3      | 2       | 1 team (max. 4 schaatsers) | 2          | 3       | 3       | 3       | 3       | 2       | 1 team (max. 4 schaatsers) | 2          |

## Limiettijden
Om te mogen starten op de Olympische Winterspelen moest de schaatser tussen 1 juli 2017 en 13 januari 2018 aan de volgende limiettijd hebben voldaan. Voor deelname aan de ploegenachtervolging volstond het rijden van een van deze limiettijden (om het even welke). Deze limiettijden golden alleen wanneer deze gereden waren tijdens ISU erkende wedstrijden, nationale kampioenschappen en trials en landenwedstrijden.
| Geslacht | 500m  | 1000m   | 1500m   | 3000m   | 5000m                          | 10.000m                          |
| -------- | ----- | ------- | ------- | ------- | ------------------------------ | -------------------------------- |
| Mannen   | 35,90 | 1.10,80 | 1.48,50 | —       | 6.33,00                        | 13.30,00 (10km) of 6.28,00 (5km) |
| Vrouwen  | 39,50 | 1.18,50 | 2.00,00 | 4.15,00 | 7.20,00 (5km) of 4.10,00 (3km) | —                                |

## Definitieve kwalificatie
Tijdens de eerste vier wereldbekers werden de plaatsen voor de Olympische Spelen per land verdeeld. Een gedeelte ging op basis van de punten van wereldbekerstand en een gedeelte ging op basis van de snelste gereden tijd. Deze plaatsen werden door individuele schaatsers verdiend maar de nationale bonden konden met eigen regels zelf bepalen wie die plaatsen mochten innemen, zolang er aan de limiettijden was voldaan. De kolom "Totaal" geeft het aantal quotaplaatsen per land weer, die zijn bepaald op basis van het aantal individueel behaalde startplaatsen.
|                                | Mannen | Mannen | Mannen | Mannen | Mannen  | Mannen          | Mannen       | Vrouwen | Vrouwen | Vrouwen | Vrouwen | Vrouwen | Vrouwen         | Vrouwen      | Totaal    |
| Landen                         | 500m   | 1000m  | 1500m  | 5000m  | 10.000m | Achter- volging | Massa- start | 500m    | 1000m   | 1500m   | 3000m   | 5000m   | Achter- volging | Massa- start | Totaal    |
| ------------------------------ | ------ | ------ | ------ | ------ | ------- | --------------- | ------------ | ------- | ------- | ------- | ------- | ------- | --------------- | ------------ | --------- |
| Australië                      | 1      | 1      |        |        |         |                 |              |         |         |         |         |         |                 |              | 1         |
| België                         | 1      | 1      | 1      | 1      |         |                 | 1            |         |         | 1       |         | 1       |                 |              | 3         |
| Canada                         | 3      | 3      | 3      | 1      | 2       | 1               | 1            | 3 2     | 3 2     | 3       | 3       | 2       | 1               | 2            | 19        |
| China                          | 2      | 1      | 1      |        |         |                 | 1            | 3       | 3       | 3       | 2       |         | 1               | 2            | 13        |
| Chinees Taipei                 | 1      |        | 1      |        |         |                 |              | 1       | 1       | 1       |         |         |                 |              | 3         |
| Colombia                       | 1      | 1      |        |        |         |                 |              |         |         |         |         |         |                 | 1            | 2         |
| Denemarken                     |        |        |        |        |         |                 | 2            |         |         |         |         |         |                 | 1            | 3         |
| Duitsland                      | 2      | 2      | 1      | 2      | 2       |                 |              | 2       | 3       | 2       | 2       | 1       | 1               | 1            | 9         |
| Estland                        |        | 1      | 1      |        |         |                 |              |         |         |         |         |         |                 | 1            | 2         |
| Finland                        | 2      | 2      |        |        |         |                 |              | 1       |         |         |         |         |                 |              | 3         |
| Frankrijk                      |        |        | 1      | 1      |         |                 | 1            |         |         |         |         |         |                 |              | 1         |
| Hongarije                      |        | 1      | 1      |        |         |                 |              |         |         |         |         |         |                 |              | 1         |
| Italië                         | 1      | 1      | 2      | 3      | 2       | 1               | 1            | 2       | 1       | 1       | 1       |         |                 | 2            | 9         |
| Japan                          | 3      | 3      | 3      | 2      |         | 1               | 2            | 3       | 3       | 3       | 3       | 2       | 1               | 2            | 16        |
| Kazachstan                     | 2      | 3      | 2      |        |         |                 | 1            | 1       | 1       | 1       |         |         |                 |              | 6         |
| Letland                        |        | 1      | 1      | 1      |         |                 | 1            |         |         |         |         |         |                 |              | 1         |
| Nederland                      | 3      | 3      | 3      | 3      | 2       | 1               | 2            | 3       | 3       | 3       | 3       | 2       | 1               | 2            | 20        |
| Nieuw-Zeeland                  |        |        | 2      | 1      | 1       | 1               | 2            |         |         |         |         |         |                 |              | 3         |
| Noorwegen                      | 3 2    | 2      | 3      | 3      | 1       | 1               | 1            | 1       | 2       | 2       | 1       |         |                 |              | 9         |
| Oostenrijk                     |        |        |        |        |         |                 | 1            | 1       | 1       | 1       |         |         |                 | 1            | 2         |
| Polen                          | 3      | 3      | 3      | 2      |         |                 | 1            | 1       | 1       | 3       | 3       |         | 1               | 2            | 14        |
| Roemenië                       |        |        |        |        |         |                 |              | 1       |         |         |         |         |                 |              | 1         |
| Olympische atleten uit Rusland | 3      | 3      | 3 1    | 3      | 1       |                 | 2            | 3 2     | 3 2     | 3 1     | 2       | 2 1     | X               | 2            | 3         |
| Tsjechië                       |        |        |        |        |         |                 |              | 1       | 2       | 2       | 2       | 1       |                 | 1            | 3         |
| Verenigde Staten               | 3      | 3      | 3      | 2      |         | 1               | 2            | 3       | 3       | 3       | 1       | 1       | 1               | 2            | 13        |
| Wit-Rusland                    | 1      | 1      |        |        |         |                 | 1            | 1       | 1       | 1       | 1       | 1       |                 | 1            | 5         |
| Zuid-Korea                     | 3      | 3      | 2      | 1      | 1       | 1               | 2            | 3       | 3       | 1       |         |         | 1               | 2            | 16        |
| Zweden                         |        |        | 1      | 1      |         |                 |              |         |         |         |         |         |                 |              | 1         |
| Zwitserland                    |        |        | 1      | 1      |         |                 | 1            |         |         |         |         |         |                 | 1            | 2         |
| Totaal: 28 NOCs                | 36     | 36     | 36     | 24     | 12      | 8               | 24           | 32      | 32      | 32      | 24      | 12      | 8               | 24           | (184) 180 |

## Reserves
Wanneer een land een quotaplaats afwijst of haar team inkrimpt komen quotaplaatsen vrij. In het geval van de toewijzing van niet ingevulde quotaplaatsen, zal de voorkeur gegeven worden aan NOC's die nog geen quotaplaats hebben voor het betreffende evenement. De NOC's die voorkeur hebben gekregen bij de toewijzing zijn in onderstaande tabel gemarkeerd met een asterisk (*)
Mannen
De niet ingevulde quotaplaatsen worden als volgt ingevuld:
| 500m (4 bevestigd)                                   | 1000m (3 bevestigd)                                   | 1500m (3 bevestigd)                                            | 5000m (2 bevestigd)                                  | 10.000m (1 bevestigd)                                                          | Massastart (2 bevestigd)                                      |
| ---------------------------------------------------- | ----------------------------------------------------- | -------------------------------------------------------------- | ---------------------------------------------------- | ------------------------------------------------------------------------------ | ------------------------------------------------------------- |
| Kazachstan China België * Finland Zweden * Duitsland | Finland Zweden * Duitsland Noorwegen België * China * | Duitsland Zuid-Korea China * Estland * België Chinees Taipei * | Canada Polen * Verenigde Staten * Canada Japan Polen | Japan * Olympische atleten uit Rusland België * Noorwegen Frankrijk * Zweden * | Italië Kazachstan * Oostenrijk Polen Wit-Rusland * Colombia * |

Vrouwen
De niet ingevulde quotaplaatsen worden als volgt ingevuld:
| 500m (2 bevestigd)                                          | 1000m (2 bevestigd)                                    | 1500m (2 bevestigd)                                           | 3000m                                                                                 | 5000m (1 bevestigd)                                      | Massastart (2 bevestigd)                                            |
| ----------------------------------------------------------- | ------------------------------------------------------ | ------------------------------------------------------------- | ------------------------------------------------------------------------------------- | -------------------------------------------------------- | ------------------------------------------------------------------- |
| Wit-Rusland * Noorwegen Tsjechië Noorwegen Roemenië * Polen | Italië * Polen Italië Wit-Rusland * Tsjechië Noorwegen | Italië * Zuid-Korea * Duitsland Italië Wit-Rusland Zuid-Korea | China Zuid-Korea * Duitsland Olympische atleten uit Rusland België * Verenigde Staten | België * Tsjechië Italië * Duitsland Polen * Noorwegen * | Polen Groot-Brittannië * Tsjechië Oostenrijk Colombia * Wit-Rusland |

Ploegenachtervolgingen
De niet ingevulde quotaplaatsen bij de ploegenachtervolgingen zullen worden toebedeeld op basis van de SOQC (Special Olympic Qualifying Classification) ranglijst: 
| Achtervolging mannen                       | Achtervolging vrouwen (1 bevestigd) |
| ------------------------------------------ | ----------------------------------- |
| Polen Olympische atleten uit Rusland China | Verenigde Staten Tsjechië Italië    |